# Wątroba

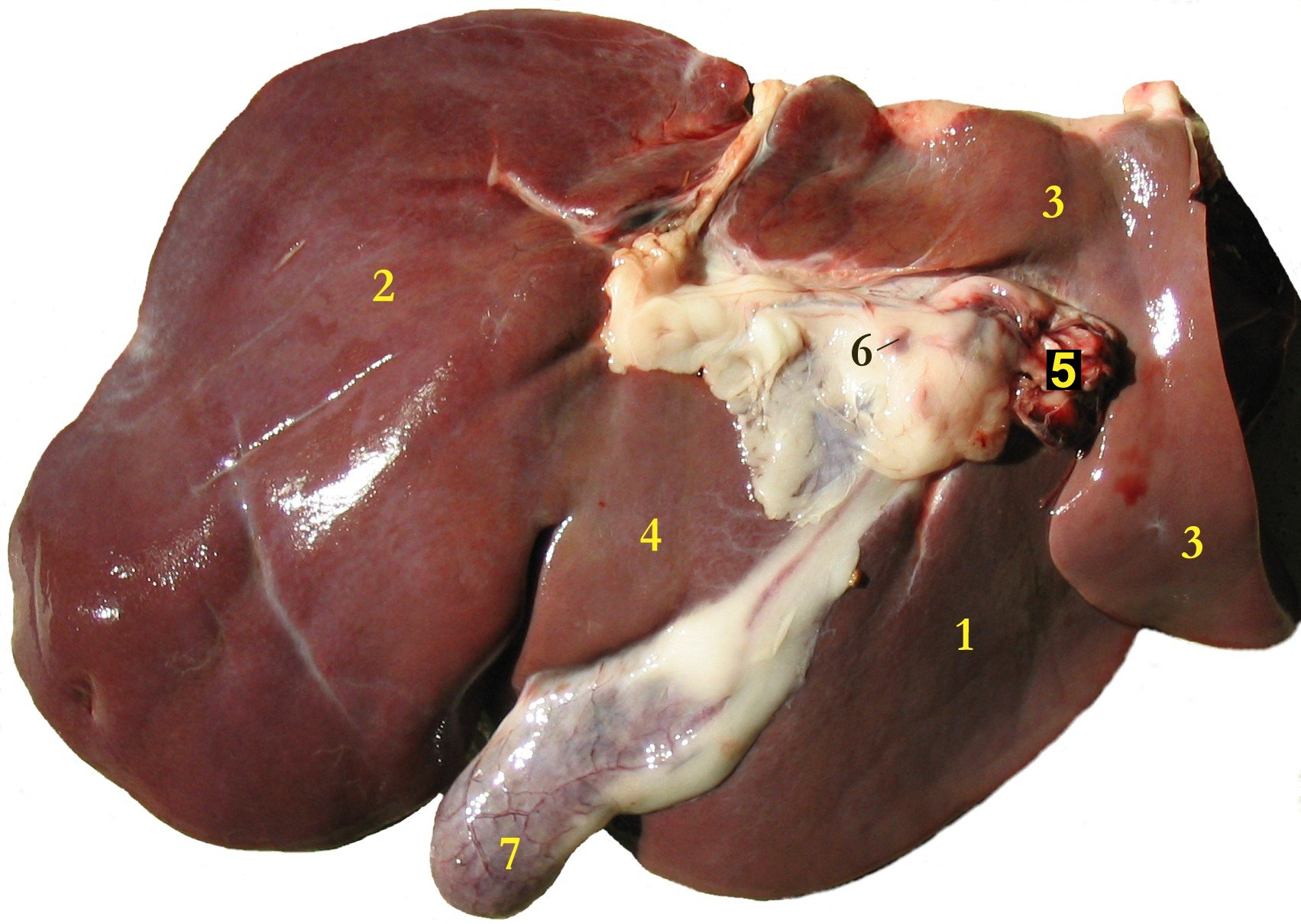
Wątroba owcy: (1) prawy płat, (2) lewy płat,
(3) płat ogoniasty, (4) płat czworoboczny,
(5) tętnica wątrobowa i żyła wrotna,
(6) wątrobowe węzły chłonne,
(7) pęcherzyk żółciowy

Wątroba (gr. ἧπαρ, łac. hepar) – wielofunkcyjny gruczoł obecny u wszystkich kręgowców, a także u niektórych innych zwierząt. Stanowi część układu pokarmowego położoną wewnątrzotrzewnowo. U większości zwierząt dzieli się na dwa płaty. U człowieka jej masa wynosi 1,5–1,7 kg u mężczyzn i 1,3–1,5 kg u kobiet. Masa przyżyciowa jest o 500–800 g wyższa, ze względu na zawartą w niej krew. U świń wątroba osiąga masę 1,2–2 kg, natomiast u koni i bydła domowego 4,5–5,5 kg. Kolor wątroby wykazuje zmienność gatunkową, na jej barwę wpływa wiele czynników (np. wiek osobnika, skład jego pokarmu, stan odżywienia).

Położenie wątroby u człowieka

U ludzi wątroba znajduje się pod przeponą, w większości w prawym podżebrzu. Zajmuje również górne części nadbrzusza i lewego podżebrza, sięgając aż do linii sutkowej. U osoby dorosłej niepowiększona wątroba jest w całości przykryta prawym łukiem żebrowym, jednak u dzieci może wystawać, a u noworodków zajmuje dużą część jamy brzusznej. Od góry i z przodu wątroba graniczy z przeponą, zaś z dołu oraz z tyłu – z jelitami, a także żołądkiem.

## Budowa wątroby człowieka

### Anatomia
W budowie anatomicznej wątroby wyróżnia się dwie powierzchnie:
- trzewną;
- przeponową – dzieli się na 4 części: przednią, tylną (tzw. pole nagie, jedyna o wyraźnych granicach, niepokryta otrzewną), prawą oraz górną.

Według tradycyjnego podziału wątroba dzieli się na 4 płaty, które wykazują zmienność gatunkową:
- prawy – ograniczony na powierzchni przeponowej przyczepem więzadła sierpowatego, a na powierzchni otrzewnej bruzdą żyły głównej dolnej i dołem pęcherzyka żółciowego, u przeżuwaczy i koni dzieli się na płat prawy boczny i płat prawy przyśrodkowy[2];
- lewy – ograniczony na powierzchni przeponowej przez przyczep więzadła sierpowatego, u przeżuwaczy dzieli się na płat lewy boczny i lewy przyśrodkowy; u konia wcięcie międzypłatowe jest stosunkowo płytkie[2];
- czworoboczny;
- ogoniasty.

Podział wątroby na 4 płaty nie odpowiada jednak jej rzeczywistej anatomii, która posiada budowę segmentarną. Składa się ona bowiem z 2 płatów i 8 segmentów, pomiędzy którymi granicą nie jest jednak więzadło sierpowate, ale linia przebiegająca od pęcherzyka żółciowego do żyły głównej dolnej (linia Cantliego). Rzeczywista granica między lewym i prawym płatem przebiega na prawo od więzadła sierpowatego. Każdy płat składa się z czterech segmentów. Podstawą segmentarnego podziału wątroby jest przebieg rozgałęzień żyły wrotnej, którym towarzyszą gałęzie tętnicy wątrobowej właściwej i przewodów żółciowych (przebiegają one przez wnękę wątroby, zwaną także wrotami wątroby). Następnie, wnikając do wnętrza narządu, dzielą się kolejno na: tętnicę wątrobową międzypłacikową, żyłę wątrobową międzypłacikową oraz przewód żółciowy międzypłacikowy. Te trzy przewody, określane jako triada wątrobowa, znajdują się natomiast w międzypłacikowej tkance łącznej. Wnikając do płacika, dzielą się na tętnicę wątrobową śródpłacikową, żyłę wątrobową śródpłacikową oraz przewód żółciowy śródpłacikowy. Segmentem jest część miąższu wątroby zawierająca określoną gałąź żyły wrotnej, tętnicy wątrobowej i przewodu żółciowego. Segmenty i płaty wątroby oddzielone są od siebie przegrodami łącznotkankowymi. Segmentarne i płatowe układy naczyń i przewodów żółciowych nie wykazują wzajemnych połączeń (poza gałęziami żył wątrobowych). Podstawową jednostką anatomiczną wątroby jest zrazik (znajduje się pomiędzy trzema żyłami środkowymi), zaś czynnościową – gronko (znajduje się pomiędzy dwoma zrazikami). Zrazik powstaje poprzez wnikanie do wnętrza wątroby tkanki łącznej luźnej (wiotkiej), z której zbudowana jest torebka wątroby, otaczająca narząd.

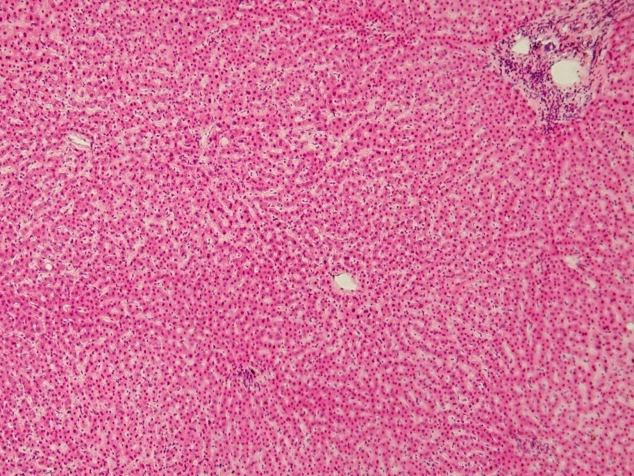
Obraz mikroskopowy wątroby człowieka

Ułożenie komórek w wątrobie

W wątrobie można wyróżnić łącznotkankowy zrąb oraz miąższ, które tworzą podstawowe jednostki strukturalno-czynnościowe wątroby (hepatocyty). Układają się one w blaszki (płytki, beleczki) wątrobowe, oplecione naczyniami krwionośnymi i przewodami żółciowymi śródpłacikowymi. Beleczki odchodzą promieniście od żyły centralnej.

### Unaczynienie i unerwienie
Krew do wątroby doprowadzana jest poprzez dwa naczynia krwionośne:
1. żyłę wrotną wątroby (układ wrotny) – płynie nią odtlenowana krew (tzw. krew czynnościowa) ze śledziony, żołądka i jelit, jest bogata w składniki odżywcze i sole mineralne, które wątroba przechwytuje i przetwarza, ta droga odpowiada za doprowadzanie 75% całej krwi do wątroby i 70% tlenu;
2. tętnicę wątrobową właściwą – doprowadza krew natlenowaną (tzw. krew odżywczą), ta droga dostarcza 25% całej krwi do wątroby i 30% tlenu.

Krew żylna i tętnicza mieszają się w naczyniach włosowatych, a następnie odprowadzane one są trzema żyłami wątrobowymi poprzez żyłę główną dolną do prawego przedsionka serca.
Nerwy wątroby pochodzą z układu współczulnego i włókien przywspółczulnych nerwu błędnego. Do błony surowiczej wątroby dochodzą gałązki czuciowe prawego nerwu przeponowego.

## Funkcje
Wątroba człowieka syntetyzuje, magazynuje oraz wydziela wiele różnych substancji, m.in.:
- syntetyzuje czynniki krzepnięcia krwi[5], heparynę, cholesterol i trójglicerydy, a także niektóre hormony i prohormony (np. angiotensynogen, IGF-1);
- syntetyzuje i wydziela żółć[6][7] (do 1,5 litra na dobę);
- syntetyzuje i magazynuje niektóre białka osocza krwi[5][6] (np. albuminy, protrombinę, fibrynogen) oraz enzymy;
- magazynuje żelazo oraz witaminy: A, D, K oraz niewielkie ilości B12 i C (które uwalnia w razie potrzeby).

Oprócz powyżej wymienionych, wątroba pełni również wiele funkcji metabolicznych oraz detoksykacyjnych, m.in.:
- przekształca toksyczny amoniak w mocznik (cykl ornitynowy)[1], natomiast puryny – kwas moczowy;
- sprzęga metabolity wielu substancji chemicznych (takich jak bilirubina, sterydy, leki) z kwasem glukuronowym;
- przekształca polisacharydy w łatwo przyswajalną dla organizmu glukozę, zaś jej nadmiar – w glikogen lub tłuszcze (które magazynuje, buforując w ten sposób poziom glukozy we krwi);
- przekształca aminokwasy w glukozę na drodze glukoneogenezy[8];
- rozkłada zużyte erytrocyty oraz wytwarza nowe;
- neutralizuje toksyny[1]: alkohol i inne używki oraz niektóre leki (głównie barbiturany);
- pełni funkcję termoregulacyjną[1] (krew wypływa z wątroby cieplejsza o 1 °C).

## Choroby

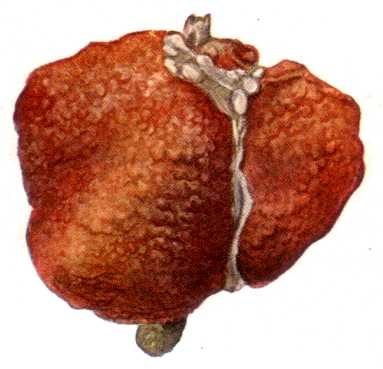
Marskość wątroby

Wątroba, ze względu na pełnione w organizmie funkcje, jest stale narażona na różnego typu uszkodzenia, spowodowane m.in.: zatruciami, alkoholem, pasożytami (np. motylica wątrobowa), czy też infekcjami wirusowymi (np. WZW typu A, B, C, cytomegalia) i bakteryjnymi. Istnieją też pewne wrodzone zaburzenia wątroby (np. zespół Gilberta, niedrożności wewnątrzwątrobowe, hemochromatoza). Te i inne problemy z prowadzą do różnych rodzajów komplikacji: niewydolności wątroby, marskości wątroby, raka, pourazowych ropni albo żółtaczki. Choroby wątroby są jednymi z najczęstszych schorzeń i stanowią poważny problem społeczny. Większość osób ze schorzeniami wątroby nie jest w ogóle świadoma choroby, aż do bardzo zaawansowanego stadium.
Jednakże wątroba ma duże zdolności regeneracyjne. Obecnie przeprowadza się zabiegi polegające na usunięciu jednego z płatów wątroby (jako materiału do przeszczepu bądź z przyczyn leczniczych). Usunięty płat zostaje zregenerowany. Jednak zbyt duże i powtarzające się uszkodzenia (przyczyną mogą być substancje hepatotoksyczne lub wirusy) prowadzą do zaburzeń w regeneracji, w wyniku czego zostaje zniszczona architektura narządu, zwłóknienie tkanki, a co za tym idzie – dochodzi do utraty funkcji (marskość wątroby).